# Fatilo
Fatilo is een bestuurslaag in het regentschap Timor Tengah Selatan van de provincie Oost-Nusa Tenggara, Indonesië. Fatilo telt 2216 inwoners (volkstelling 2010).